# Jane Darwell
Jane Darwell (født 15. oktober 1879 i Palmyra, Missouri, USA, død 13. august 1967 i Woodland Hills, Californien, USA) var en amerikansk teater- og filmskuespiller.
Darwell fik teaterdebut i 1906 og filmdebut i 1915, kendt for sine portrætter af folkelige kvinder. Hun havde roller i bl.a. Huckleberry Finn (1931), Den røde kejserinde (1934), Jesse James (Jesse James, den lovløse, 1939) og Gone With the Wind (Borte med blæsten, 1939; som Dolly Merriwether). Hun har medvirket i over 170 film og huskes for sin rolle som Ma Joad i John Fords The Grapes of Wrath (Vredens druer, 1940), og havde siden biroller i westernfilm, bl.a. The Ox-Bow Incident (De døde ved daggry, 1943) og Wagonmaster (Karavanen, 1950).
Hun har fået en stjerne på Hollywood Walk of Fame.